# آديلايد فيريرا
آديلايد فيريرا (بالبرتغالية: Adelaide Ferreira‏) هي مغنية وممثلة برتغالية، ولدت في 23 سبتمبر 1959 في البرتغال.

## وصلات خارجية
- آديلايد فيريرا على موقع IMDb (الإنجليزية)
- آديلايد فيريرا على موقع ميوزك برينز (الإنجليزية)
- آديلايد فيريرا على موقع قاعدة بيانات الفيلم (الإنجليزية)